# Килеватая масковая игуана
Килеватая масковая игуана (лат. Leiocephalus carinatus) — вид пресмыкающихся из семейства Leiocephalidae.

## Описание
Ящерицы размером от 11 (самка) до 13 см (самцы).

## Биология
Многоядные игуаны: питаются насекомыми (например, муравьями, жуками, тараканами и чешуекрылыми), мелкими ящерицами и лепестками растений и фруктами.

## Распространение
Обитают на Багамских, Каймановых островах, Кубе, интродуцированы в Гондурас и Флориду.

## Классификация
На декабрь 2017 года вид подразделяют на 12 подвидов, обитающих на следующих территориях:
- Leiocephalus carinatus aquarius Schwartz & Ogren, 1956 — остров Куба
- Leiocephalus carinatus armouri Barbour & Shreve, 1935 — Багамские острова, интродуцирован во Флориду
- Leiocephalus carinatus carinatus Gray, 1827 — остров Куба
- Leiocephalus carinatus cayensis Schwartz, 1959 — остров Куба
- Leiocephalus carinatus coryi Schmidt, 1936 — Багамские острова
- Leiocephalus carinatus granti Rabb, 1957 — Каймановы острова
- Leiocephalus carinatus hodsoni Schmidt, 1936 — Багамские острова
- Leiocephalus carinatus labrossytus Schwartz, 1959 — остров Куба
- Leiocephalus carinatus microcyon Schwartz, 1959 — остров Хувентуд
- Leiocephalus carinatus mogotensis Schwartz, 1959 — остров Куба
- Leiocephalus carinatus virescens Stejneger, 1901 — Багамские острова
- Leiocephalus carinatus zayasi Schwartz, 1959 — остров Куба